# 愛知県道31号東三河環状線

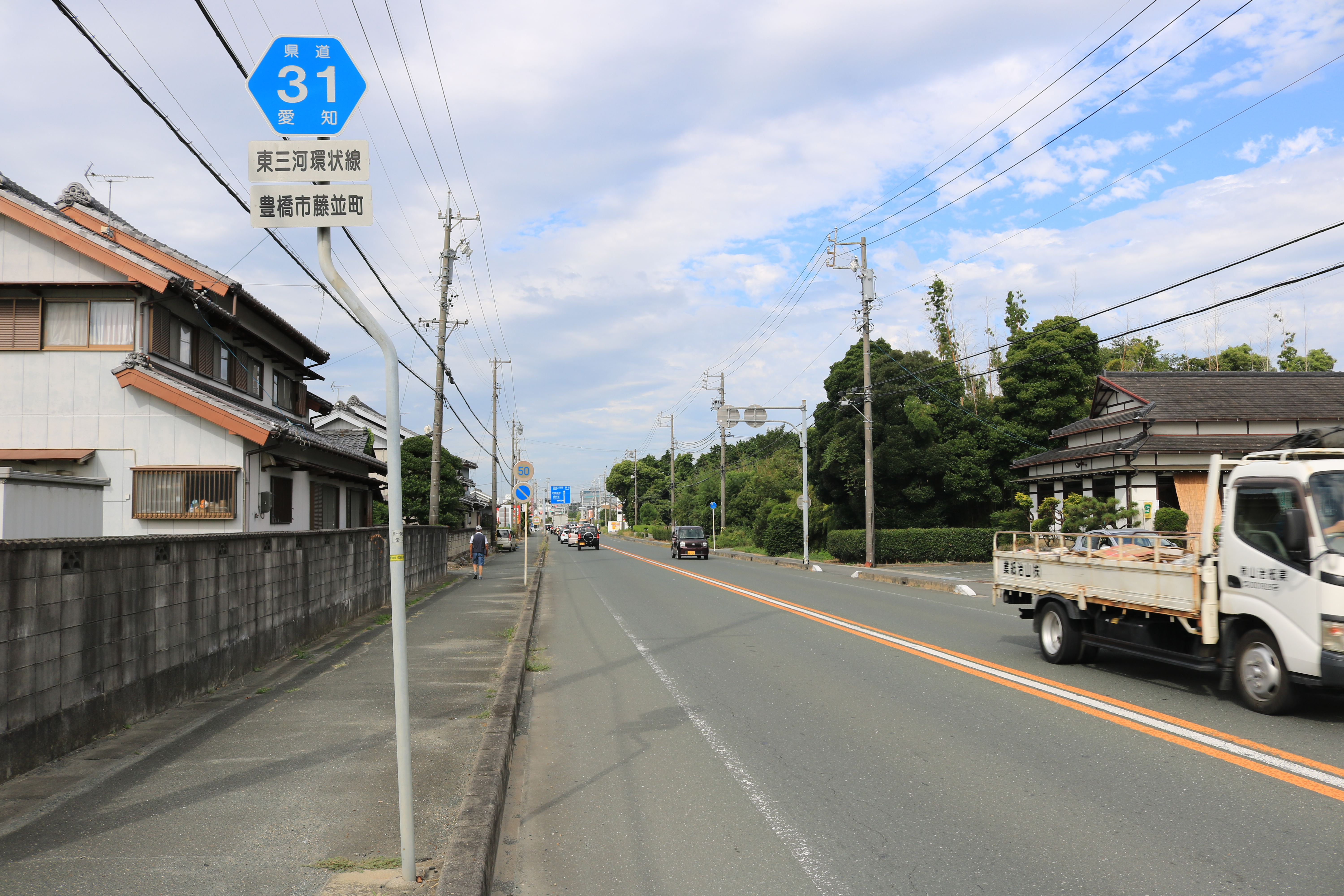
愛知県道31号東三河環状線、豊橋市藤並町にて

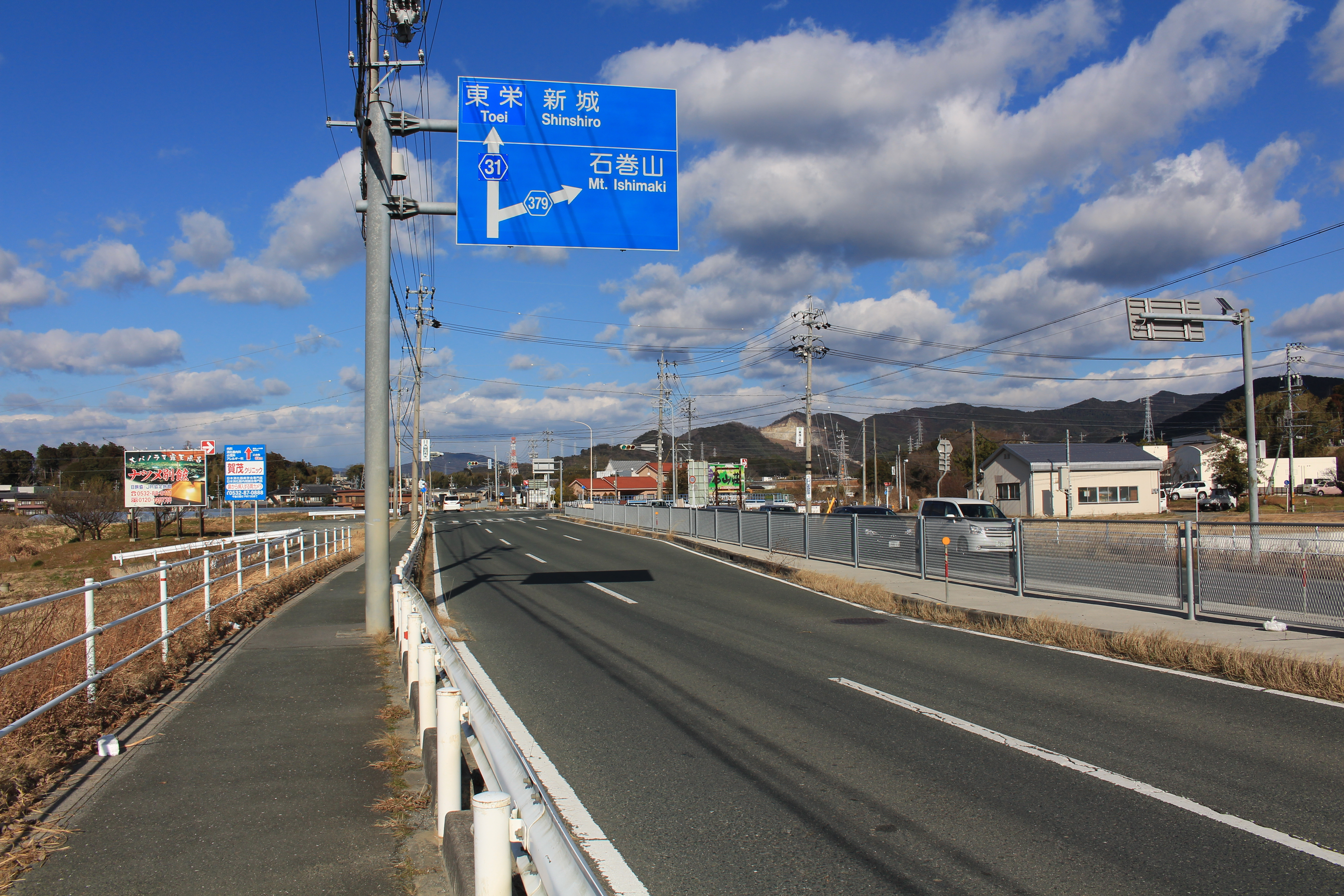
愛知県道31号東三河環状線の愛知県道379号石巻山線との石巻登山口交差点

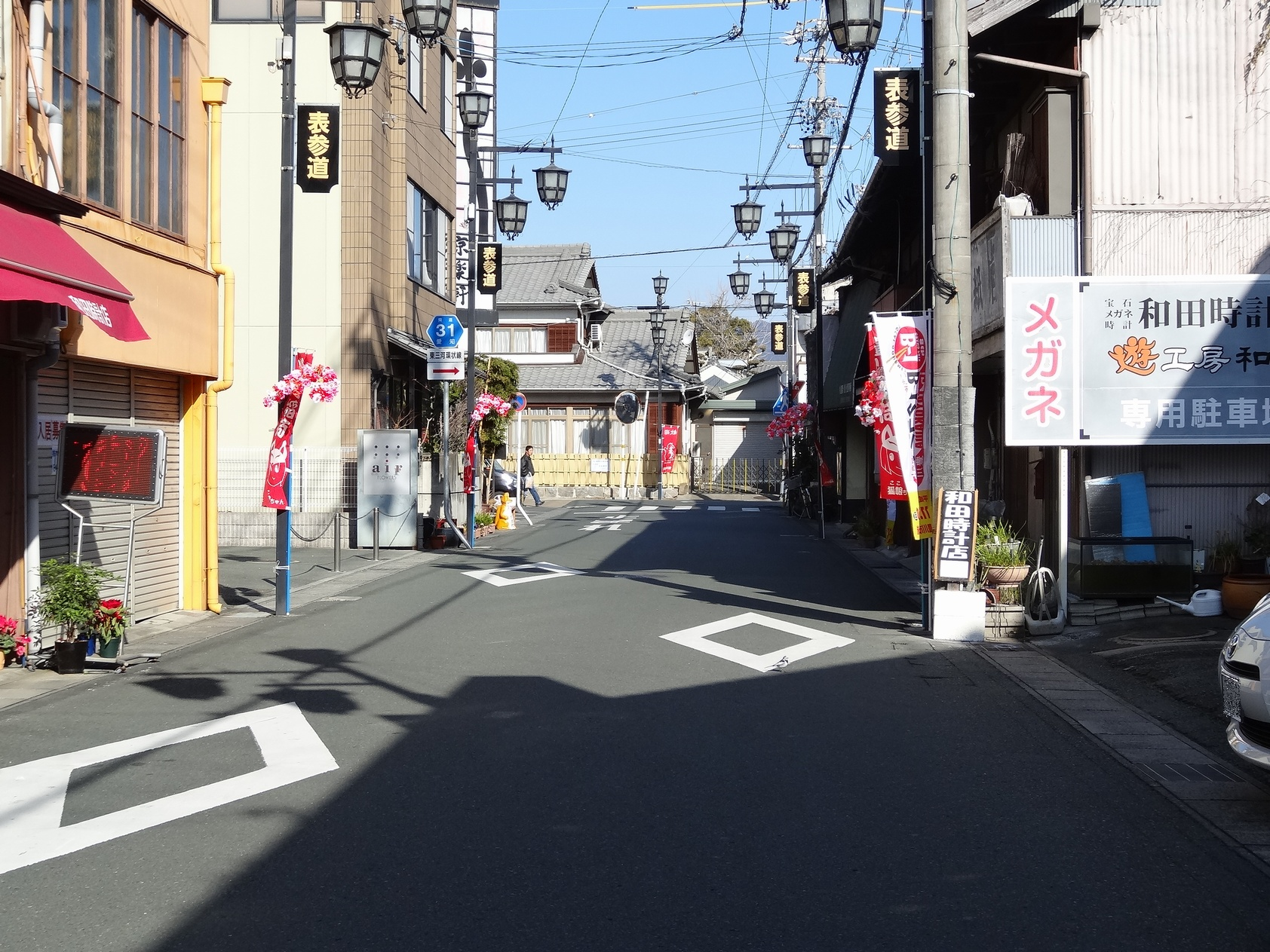
JR飯田線 豊川駅西口から北方向

愛知県道31号東三河環状線（あいちけんどう31ごう ひがしみかわかんじょうせん）は、愛知県豊橋市から豊川市御津町西方に至る県道（主要地方道）である。両端で接続する国道23号と合わせて、ほぼ完全な環状道路を形成するが、新道には未開通区間が広く散在する。

## 概要
東三河の平野部（豊橋平野）をほぼ一周する道路である。豊橋市街から東名高速道路豊川ICへのアクセス道路となる区間のバイパス（新道）は、豊橋市内東北部と豊川市東南部の豊川IC側が開通済みで、豊川架橋を残すのみとなっている。上記の石巻 - 多米区間は乗小路トンネルの完成に伴い、2016年（平成28年）3月16日に開通した。豊川市内の三蔵子工区は現在事業中である。2000年代初頭の一時期、豊橋市内の南・西部は豊橋バイパス、豊橋東バイパス建設を優先させていた。そのため、国道1号の岩屋町西交差点から時計回りの区間は事業化が遅れている。
国道1号の岩屋町西交差点以南の新道は、豊橋市立幸小学校南、（この間未整備の現道あり：曙町交差点で県道405号と交差）高師小学校北、豊橋鉄道渥美線 高師駅・芦原駅の中間部（豊橋市松井町付近で国道259号と交差）、豊橋市保健所西（整備済の現道あり：保健センター南交差点で県道2号と交差）、豊橋市民病院と豊橋西高等学校の中間部を通過する予定。現在のルートより1 - 2km内側になり一部が県道386号と重複し（県道393号と交差する牟呂町市場交差点の前後：整備済）、もう1つの豊川架橋を経て起点も国道23号旧道の前芝大橋付近へと変わることになる。南・西部の新道が開通すれば、沿線にある豊橋医療センターや豊橋市民病院へのアクセスが容易になるだけでなく、豊橋バイパス・豊橋東バイパスと供に、国道1号を中心とした市街地の混雑緩和が期待される。

### 路線データ
- 起点：愛知県豊橋市大山町（国道23号（豊橋バイパス）交点・豊橋港IC）
- 終点：愛知県豊川市御津町西方入浜（国道23号交点・御津町入浜交差点）
- 全長：約37km（他路線との重複区間を含み、バイパス並行区間は片方を除く）

## 沿革
- 1972年（昭和47年）5月4日：認定。
- 2011年（平成23年）
  - 3月29日：豊川市の京次西交差点立体化を含む白鳥工区2km（国道23号バイパスの接続点 - 国道１号）拡幅開通。
  - 3月29日：三上工区1.5km（同市三上町 - 麻生田町）バイパス開通。
- 2012年（平成24年）8月21日：石巻工区1.6kmのうち南側1.0km（豊橋市石巻町 - 牛川町）開通。
- 2015年（平成27年）3月24日：石巻工区の残り北側0.6km（豊橋市石巻本町 - 石巻町）開通。
- 2016年（平成28年）3月12日：牛川工区1.1km（豊橋市牛川町 - 多米西町）開通。
- 2019年（平成31年）3月12日：三蔵子工区0.3km（豊川市篠田町 - 樽井町）開通。
- 2023年（令和5年）5月30日：大崎工区0.8km（豊川市大崎町 - 市田町）開通。既存市道拡幅転用0.9kmと併せ大崎工区が全通。大崎町北交差点付近を除き当初から4車線で供用。
- 2025年（令和7年）3月15日：豊川市の県道5号交点を中心とした野口町西野交差点 - 八幡町下天王交差点（- 右回りのみ国道1号連絡路合流点）間4車線化。

## 通過する自治体
- 愛知県
  - 豊橋市
  - 豊川市

## 交差・接続する道路
- 国道23号：豊橋バイパス（豊橋港IC）
- 東三河臨海道路神野大山線・船渡大山線：神野船渡埠頭線 港大橋（豊橋港IC交差点）
- 愛知県道388号大山豊橋停車場線（南陽通り）（豊橋港IC東交差点）
- 愛知県道2号豊橋渥美線（大崎街道）（東大山交差点）
- 国道259号（田原街道）（植田橋北交差点）
- 愛知県道407号伊古部南栄線（野依街道）（西高師南交差点）
- 愛知県道405号小松原小池線（小松原街道）（浜道南交差点）
- 愛知県道406号東七根藤並線（藤並町交差点）
- 国道1号（梅田橋西交差点 - 岩屋町西交差点で重複）
- 愛知県道4号豊橋大知波線（多米街道）（野添橋北交差点）
- 愛知県道379号石巻山線（新道：石巻本町中尾交差点）
- 愛知県道81号豊橋下吉田線（柿の木街道）（新道：玉川小学校南交差点で合流、和田辻交差点まで重複）

この間に新道未開通区間あり：豊橋市石巻本町西下地・玉川小学校南交差点 - 豊川市三上町広畑
- 愛知県道380号豊橋一宮線（三上町広畑及び池添交差点 - 馬神交差点間で重複）
- 愛知県道499号石巻萩平豊川線（新道：馬神交差点）
- 国道151号（新道：豊川IC南交差点）
- 豊川市道中通線(その1)（新道：本野ヶ原1丁目交差点、豊川市街地方面は1969年～1977年の国道151号）
- 愛知県道498号三蔵子一宮線（新道：四ツ家交差点）
- 豊川市道古宿樽井線（樽井町交差点）

この間新道未開通区間：三蔵子工区
- 愛知県道334号千万町豊川線（新道：大崎町北交差点）
- 愛知県道21号豊川新城線（新道：市田町下中野交差点）
- 愛知県道5号国府馬場線（八幡町横道西交差点）
- 国道1号（京次西交差点：オーバーパスあり）
- 愛知県道496号白鳥豊橋線（京次西連絡路：左折方向のみ）
- 愛知県道375号前芝国府停車場線（森5丁目東交差点 - 森5丁目交差点で重複）
- 愛知県道373号金野豊川線（為当町蓮前交差点：2012年信号機撤去、右折不可）
- 国道23号：豊橋バイパス・蒲郡バイパス（豊川為当IC）
- 愛知県道373号金野豊川線（373号別ルート：為当町新道交差点）
- 愛知県道384号小坂井御津線（為当町市木交差点）
- 国道23号（蒲郡街道）（御津町入浜交差点）

### 暫定共用区間
- 愛知県道3号豊橋湖西線（立岩街道）・愛知県道386号平井牟呂大岩線（立岩街道）（岩屋下交差点）
- 愛知県道4号豊橋大知波線（多米街道）（東田交差点）
- 愛知県道502号豊橋環状線（東田交差点 - 牛川通5丁目南交差点で重複）
- 愛知県道379号石巻山線（石巻登山口交差点）
- 愛知県道81号豊橋下吉田線（柿の木街道）（東田交差点 - 和田辻交差点で重複）
- 国道362号（姫街道）（和田辻交差点 - 小倉橋交差点で重複）（姫街道）
- 愛知県道69号豊橋乗本線（しょうぶ街道）（小倉橋交差点 - 三上橋東交差点で重複）
- 愛知県道380号豊橋一宮線（池添交差点・牧野町仲畑間で重複）
- 国道151号（牧野町交差点）
- 愛知県道495号宿谷川線（豊川稲荷前交差点 - 進雄神社入口交差点で重複）
- 愛知県道498号三蔵子一宮線（桜木通6丁目交差点）
- 愛知県道334号千万町豊川線（本野町東浦交差点）
- 愛知県道21号豊川新城線（穂ノ原3丁目西交差点 - 市田町下中野交差点で重複）

## 沿線
| - 三河港（豊橋港） - 豊橋鉄道渥美線芦原駅 - 豊橋市立本郷中学校 - 豊橋総合動植物公園（のんほいパーク） - 豊橋市立東部中学校 - 豊橋医療センター - 葦毛湿原 - 豊橋市立東陽中学校 - 岩田運動公園（豊橋市民球場） - 桜丘中学校・高等学校 - ロイヤルヒルズ豊橋出雲殿 - 豊橋市立青陵中学校 | - 豊川信用金庫牛川支店（付近の交差点から県道502号が分岐予定） - セレモニーホール愛心殿 - 豊橋市立石巻小学校 - 中部電力パワーグリッド豊橋電力センター - 共立荻野病院 - 豊川市立東部小学校 - 東名高速道路豊川IC - 赤塚山公園 - 豊川市立中部中学校 - 豊川市立八南小学校 - 豊川市御津支所 - 三河御津マリーナ |

## 沿線風景

### 豊橋市区間
現道の起点は国道23号（豊橋バイパス）の豊橋港ICから下りた所の交差点。豊橋港に三角形と弧を描く港大橋へ上る所でもある。ここから国道1号交点までは概ね梅田川右岸の低地を走る。国道259号（田原街道）交点を過ぎると沿線は主に田園地帯となる。現道も比較的新しい道路のため、ほぼ一直線に東へ進む。渥美線の高架をくぐり、太平洋岸へ通じる3本の一般県道と交差した後、梅田橋西で国道1号に突き当たる（直進すると二川駅）。ここで左折し国道1号を市街地方面へ2km弱走ると、県道31号本道に入る岩屋町西交差点である。ここから新道は市の東郊を北上して、多米西町の県道4号交点を過ぎた所の山麓で長らく止まっていたが、2016年（平成28年）、乗小路トンネルの完成によって玉川小学校南まで開通した。
旧道は、新道の野添橋北交差点から県道4号を西へ約2.5km進んだ東田交差点から再びスタートとなる。ただし、ここから豊川市の三上橋東交差点まで、県道81号、県道502号、国道362号、県道69号との重複区間が続く。

### 豊川市区間
豊川市に入るとすぐ左折して三上橋で豊川を渡る。三上町札場交差点の信号を左折して少し南下、三上町広畑の信号がない丁字路を右折して新道に入る。この区間の新道はここから豊川ICの南を通って樽井町才ノ神まで開通している。このうちJR飯田線を越える跨線橋の前後、豊川IC南 - 本野ヶ原1丁目間は当初国道151号として豊川IC開設と同時期の1968年に開通した、31号バイパスでは最も建設時期の早い区間である。旧道は池添交差点で左折して豊川駅、豊川稲荷を経由し豊川市の中心街に近いルートを辿る。旧道を本野町から再び西に向かうと工業団地（旧・海軍工廠）の北辺を一直線に進み、赤塚山の近くまで走った所で2023年に開通した大崎町方面から来る新道に合流する。ここから先、八幡町まではその一部が愛知県道377号豊川片寄線に変わった旧道と並行する。愛知県道5号国府馬場線（姫街道）と交差する信号を過ぎ、名鉄豊川線の高架をくぐると高架道路になり国道1号と交差する。この京次西交差点は2011年（平成23年）春に立体交差路が開通した。続いて名鉄名古屋本線を跨ぐ高架を渡り、田園の中を走る。この付近は国道23号（豊橋バイパス）と接続するため4車線化された。同バイパスそして将来は国道23号（蒲郡バイパス）との接続点ともなる豊川為当ICを過ぎると、やがて豊川市御津町の中心部西方に着き、その一部が愛知県道384号小坂井御津線に変わった旧道とX字交差した先の右側には豊川市御津支所がある。続いてJR東海道本線を跨ぐ跨線橋を渡り、しばらくして東海道新幹線の高架をくぐった所が終点の交差点である。

## 別名
- 浜道街道（豊橋市）
- 牛川街道（豊橋市）
- 青陵街道（豊橋市青陵地区の区間）
- 柿の木街道（豊橋市石巻地区の区間）
- しょうぶ街道（豊橋市小倉橋交差点から豊川市市境までの区間）
- 駅前通（豊川市豊川駅前から豊川稲荷前までの区間）
- 桜木通（豊川市進雄神社入口交差点から桜木通6丁目交差点までの区間）
- 千両街道（豊川市）